# Sandra (cântăreață)
Sandra (născută Sandra Ann Lauer, n. 18 mai 1962, Saarbrücken, Germania) este o cântăreață germană de muzică pop și eurodance. Înaintea de a începe o carieră solo sub numele de Sandra, până în 1984, a fost vocalista trupei Arabesque. Sandra a participat ca vocalistă și la proiectul muzical Enigma al fostului ei soț, Mihai Crețu, cunoscut și ca Michael Cretu. Sandra a fost o „regină” a muzicii disco a anilor '80.

## Biografie
Artista s-a născut la Saarbrücken, la 18 mai 1962. Și-a început cariera, în 1974, înregistrând piese pentru un post de radio din orașul natal. Andy mein Freund a fost primul său single, un omagiu adus câinelui său. În 1978 a înlocuit-o pe una dintre cele trei componente ale trupei Arabesque, trupă care cunoștea deja un important succes în Japonia.
Pe viitorul soț, Michael Cretu, l-a cunoscut cu ocazia unor înregistrări în studioul din Offenburg al cunoscutului producător Frank Farian, unde Crețu era keyboardist. În 1984, formația se destramă, iar Sandra începe o carieră solo. Cu ocazia Anului Nou, în 1984 Michael Crețu îi compune piesa Maria Magdalena, care era să reprezinte un veritabil succes în Europa. În scurt timp, ea a realizat numeroase albume. Pe 7 ianuarie 1988, Michael și Sandra s-au căsătorit. În 2007 cei doi s-au despărțit, iar în 2010 Sandra s-a căsătorit cu producătorul muzical Olaf Menges. Din cauza unor neînțelegeri, Sandra a divorțat în vara lui 2014.
După 1992 Sandra s-a dedicat vieții private și creșterii celor doi copii pe care-i are cu Mihai Crețu, Nikita și Sebastian, lăsând cariera muzicală pe planul al doilea. În noiembrie 2008 cântăreața a vizitat și România susținând un concert la Piatra Neamț. De atunci Sandra a mai apărut de cinci ori în România, când a susținut un concert în decembrie 2013 de revelion la Galați, pe 2 decembrie 2014 când a susținut un concert la Sala Palatului din București, pe 1 decembrie 2015 la Suceava, pe 23 septembrie 2017 la Cluj-Napoca și pe 2 iunie 2019 la Timișoara.
Printre marile succese ale Sandrei se numără: Maria Magdalena (1985), In the Heat of the Night (1985), Hi! Hi! Hi! (1986), Everlasting Love (1987), Stop for a Minute (1987), Heaven Can Wait (1988), Hiroshima (1990), One More Night (1990), Don't Be Aggressive (1992), Such a Shame (2002), Infinite Kiss (2012), Love Starts With A Smile (2012).

## Discografie
- The Long Play (1985)
- Mirrors (1986)
- Ten on One (The Singles) (1987)
- Into a Secret Land (1988)
- Everlasting Love (1988)
- Paintings in Yellow (1990)
- Close to Seven (1992)
- Fading Shades (1995)
- My Favourites (1999)
- The Wheel of Time (2002)
- Reflections (2006)
- The Art of Love (2007)
- Back to Life (2009)
- Stay in Touch (2012)
- The Very Best Of Sandra (2016)